# Giulianova Calcio 2009-2010
Questa pagina raccoglie le informazioni riguardanti il Giulianova Calcio nelle competizioni ufficiali della stagione 2009-2010.

## Rosa
| N. |                    | Ruolo | Calciatore          |
| -- | ------------------ | ----- | ------------------- |
|    | Senegal (bandiera) | A     | Bara Mamadou Ndiaye |
|    | Italia (bandiera)  | C     | Francesco Bontà     |
|    | Italia (bandiera)  | A     | Alessio Campagnacci |
|    | Italia (bandiera)  | A     | Paolo Carbonaro     |
|    | Belgio (bandiera)  | C     | Francesco Carratta  |
|    | Italia (bandiera)  | C     | Andrea Censori      |
|    | Italia (bandiera)  | C     | Marco Croce         |
|    | Italia (bandiera)  | P     | Ivan Dazzi          |
|    | Italia (bandiera)  | D     | Domenico Del Grande |
|    | Italia (bandiera)  | C     | Jacopo Dezi         |
|    | Italia (bandiera)  | A     | Marco Di Matteo     |
|    | Italia (bandiera)  | A     | Angelo Di Nardo     |
|    | Italia (bandiera)  | D     | Nicola Donato       |
|    | Italia (bandiera)  | D     | Fabio Faragalli     |
|    | Italia (bandiera)  | D     | Mirko Garaffoni     |

| N. |                           | Ruolo | Calciatore               |
| -- | ------------------------- | ----- | ------------------------ |
|    | Italia (bandiera)         | P     | Andrea Gasparri          |
|    | Italia (bandiera)         | C     | Fabio Gubinelli          |
|    | Venezuela (bandiera)      | C     | Armando Simeon Iachini   |
|    | Italia (bandiera)         | D     | Alex Lieti               |
|    | Italia (bandiera)         | C     | Luigi Mariani            |
|    | Italia (bandiera)         | A     | Piergiuseppe Maritato    |
|    | Italia (bandiera)         | A     | Federico Melchiorri      |
|    | Italia (bandiera)         | D     | Francesco Migliore       |
|    | Italia (bandiera)         | C     | Mauro Pucello            |
|    | Italia (bandiera)         | C     | Michele Rinaldi          |
|    | Brasile (bandiera)        | A     | Carlos Edoardo Schneider |
|    | Italia (bandiera)         | D     | Mauro Sosi               |
|    | Costa d'Avorio (bandiera) | D     | Francesco Theo           |
|    | Francia (bandiera)        | D     | Kévin Vinetot            |

## Risultati

### Campionato

#### Girone di andata
| 23 agosto 2009 1ª giornata | Giulianova | 2 – 1 | Potenza |  |

| 30 agosto 2009 2ª giornata | Foggia | 1 – 1 | Giulianova |  |

| 6 settembre 2009 3ª giornata | Giulianova | 1 – 2 | Cosenza |  |

| 13 settembre 2009 4ª giornata | Real Marcianise | 1 – 2 | Giulianova |  |

| 20 settembre 2009 5ª giornata | Giulianova | 1 – 1 | Pescara |  |

| 27 settembre 2009 6ª giornata | Portogruaro-Summaga | 2 – 0 | Giulianova |  |

| 5 ottobre 2009 7ª giornata | Giulianova | 2 – 2 | Virtus Lanciano |  |

| 11 ottobre 2009 8ª giornata | Taranto | 0 – 0 | Giulianova |  |

| 18 ottobre 2009 9ª giornata | Giulianova | 1 – 1 | SPAL |  |

| 25 ottobre 2009 10ª giornata | Ravenna | 2 – 0 | Giulianova |  |

| 1 novembre 2009 11ª giornata | Verona | 0 – 0 | Giulianova |  |

| 8 novembre 2009 12ª giornata | Andria BAT | 1 – 1 | Giulianova |  |

| 15 novembre 2009 13ª giornata | Giulianova | 1 – 0 | Reggiana |  |

| 22 novembre 2009 14ª giornata | Giulianova | 0 – 0 | Pescina VG |  |

| 29 novembre 2009 15ª giornata | Cavese | 2 – 2 | Giulianova |  |

| 6 dicembre 2009 16ª giornata | Giulianova | 1 – 1 | Ternana |  |

| 13 dicembre 2009 17ª giornata | Rimini | 2 – 1 | Giulianova |  |

#### Girone di ritorno
| 20 dicembre 2009 18ª giornata | Potenza | 2 – 1 | Giulianova |  |

| 10 gennaio 2010 19ª giornata | Giulianova | 1 – 2 | Foggia |  |

| 17 gennaio 2010 20ª giornata | Cosenza | 3 – 4 | Giulianova |  |

| 24 gennaio 2010 21ª giornata | Giulianova | 0 – 0 | Real Marcianise |  |

| 31 gennaio 2010 22ª giornata | Pescara | 1 – 0 | Giulianova |  |

| 7 febbraio 2010 23ª giornata | Giulianova | 2 – 1 | Portogruaro-Summaga |  |

| 21 febbraio 2010 24ª giornata | Virtus Lanciano | 2 – 0 | Giulianova |  |

| 28 febbraio 2010 25ª giornata | Giulianova | 0 – 0 | Taranto |  |

| 7 marzo 2010 26ª giornata | SPAL | 2 – 0 | Giulianova |  |

| 14 marzo 2010 27ª giornata | Giulianova | 2 – 2 | Ravenna |  |

| 22 marzo 2010 28ª giornata | Verona | 1 – 0 | Giulianova |  |

| 3 aprile 2010 29ª giornata | Giulianova | 1 – 1 | Andria BAT |  |

| 11 aprile 2010 30ª giornata | Reggiana | 1 – 0 | Giulianova |  |

| 18 aprile 2010 31ª giornata | Pescina VG | 1 – 2 | Giulianova |  |

| 25 aprile 2010 32ª giornata | Giulianova | 0 – 2 | Cavese |  |

| 2 maggio 2010 33ª giornata | Ternana | 2 – 0 | Giulianova |  |

| 9 maggio 2010 34ª giornata | Giulianova | 0 – 2 | Rimini |  |

### Play-out
| 23 maggio 2010 Andata | Giulianova | 1 – 1 | Andria BAT |  |

| 30 maggio 2010 Ritorno | Andria BAT | 1 – 0 | Giulianova |  |

### Coppa Italia

#### Preliminari
| Ravenna 2 agosto 2009 Primo turno | Ravenna | 3 – 2 | Giulianova |  |

### Coppa Italia Lega Pro

#### Fase ad eliminazione diretta
| Rimini 8 ottobre 2009 Primo turno | Rimini | 2 – 0 | Giulianova |  |